# Pueblo charai
El pueblo charai (en vietnamita Người Gia Rai, Gia Rai o Gia-rai; en jemer ចារ៉ាយ - Charai; en inglés Jarai) es un grupo étnico  localizado especialmente en las Montañas Centrales de Vietnam (provincias de Gia Lai y Kon Tum y algunos en Đắk Lắk) y en la provincia nororiental de Ratanakirí en Camboya. Durante la Guerra de Vietnam, muchos jóvenes charai, así como de otras minorías étnicas de la región (Jemer serrano y Degar), fueron involucrados por el ejército estadounidense en asuntos de guerra y, por lo tanto, muchos de ellos recibieron el estatus de refugiados en Estados Unidos, especialmente en el Estado de Carolina del Norte en donde viven actualmente. 
El Idioma charai pertenece a la rama de las lenguas malayo-polinesias de la familia lingüística austronesia y relacionado con el Idioma cham de la región central de Vietnam y de Camboya, lo que lo hace cercano a los idiomas de países como Indonesia, Malasia, Madagascar, Filipinas y las islas del Pacífico (Hawái, Nueva Zelanda, Isla de Pascua, Samoa, Guam y Fiji). Los hablantes de charai son aproximadamente 300 mil personas ubicados especialmente en las provincias vietnamitas y son el 23% de la población de la provincia camboyana de Ratanakirí. Ambos grupos, los charai camboyanos y vietnamitas, comparten las mismas tradiciones y guardan una estrecha relación, pero sus lenguas tienen el influjo de los respectivos idiomas jemer y vietnamita. Los charai vietnamitas escriben su lengua en caracteres latinos como en el idioma vietnamita, pero los charai camboyanos no tienen escritura. 

## Origen
El nombre charai significa "hijos de las cascadas". La mayoría de estudios acerca del pueblo charai y su cultura han sido hechos por grupos evangélicos interesados en introducir a estas personas en su religión. Pero aún hay mucho por investigar acerca de sus orígenes. Desde la lingüística, los charai están relacionados con las lenguas malayo-polinesias. No existen evidencias antiguas de la presencia de los charai en la región y el primer reporte viene de fuentes francesas durante la colonia del siglo XIX cuando se hicieron oficiales procesos de demarcación fronteriza entre Camboya y Vietnam, dividiendo el territorio charai en dos, con la menor proporción en Camboya. Es muy probable que los charai habitasen las regiones de lo que es hoy Vietnam y Camboya desde hace muchos siglos, pero no hay evidencias y estudios al respecto. 
Como parte de la Zomia, la región que incluye a las minorías étnicas montañeses de la cordillera que parte de la Meseta tibetana y recorre el norte de Indochina, es posible que los charai pertenezcan a una antigua inmigración procedente del centro y oriente de Asia. En una prueba ADN realizada a algunos estudiantes charai en Camboya en 2017, se presentaron evidencias de pertenecer al Haplogrupo T ADN-Y que se originó hace 25 mil años en la Cuenca del Mediterráneo y hoy tiene una gran frecuencia en muchos grupos indígenas de la India. 
Los estudios de la lengua charai se han hecho desde mediados del siglo XIX, encontrando que éstos tienen relación con el Pueblo cham y la lengua rade del antiguo Reino de Champa, lo que pone a los charai como uno de los grupos descendientes de malayos y lenguas chámicas.
Los charai modernos se dividen en seis subgrupos, el último en Camboya:
1. Charai Chor.
2. Charai Hadrung.
3. Charai Arap.
4. Charai Mothur.
5. Charai Tebuan.
6. Charai Camboyano que también dominan el idioma tampuan.

## Historia
La región montañosa de la Península Indochina tiene rastros de habitación humana desde finales de la Edad de Piedra y los inicios de la Edad de Bronce hace más de 10 mil años.

### Cultura de Sa Huỳnh
La Cultura de Sa Huỳnh (Vietnamita: Văn hóa Sa Huỳnh Filipina: Kalinangang Sa Huyun) fue una cultura que floreció entre el 1000 a. C. y el 200 a. C. en lo que hoy es el centro y sur de Vietnam. Se han descubierto yacimientos arqueológicos de esta cultura desde el Delta del Mekong hasta la provincia de Quảng Bình, en el centro norte de Vietnam. El pueblo de cultura de Sa Huỳnh es considerado el antecesor del pueblo cham, etnia que habita en Vietnam, Camboya y Tailandia, de la familia lingüística malayo-polinesia, y fundadores del reino de Champa.

### Reino de Champa
El Reino de Champa fue habitado por la etnia de los cham, un pueblo de origen malayo–polinesio, aunque la aristocracia fundadora del Estado habría provenido del este de la India (una teoría considera que el nombre Champa proviene de un sector de la antigua Bengala, en el actual Bihar, donde la principal ciudad se llamaba Champāpuri).
El surgimiento del Estado de Champa obedece principalmente a los siguientes factores: la conversión al hinduismo de las poblaciones locales debido a la actividad de mercaderes indios que desde inicios de la era cristiana llegaron a ser una interesante corriente migratoria en territorios del actual Annam, migración que logró imponer su cultura en la región, y el caos en el cual entró la dinastía china de los Han, caos que posibilitó que, en el año 192, el gobernador regional se declarara independiente y fundara las bases del Estado de Champa, tomando el nombre de los cham.
El Reino de Champa nunca llegó a ser un Estado centralizado, sino que fue una suerte de confederación de, según las épocas, tres o cuatro principados o circunscripciones con un monarca común.
Con su absorción dentro del expansionismo vietnamita en 1471, los Cham dieron origen a diferentes etnias dentro de los territorios vietnamita, camboyano, laosiano y tailandés como la del pueblo charai.

### Serranos
Comercio entre los habitantes de las tierras bajas del sur de Indochina y los serranos del norte comienza a partir del siglo IV A.C., pero los jemeres, tais y laos también hicieron incursiones en las montañas en búsqueda de esclavos. La región en la cual viven hoy los charai fue conquistada en el siglo XVIII por los laos y en el siglo XIX por los tais hasta que fue incorporada dentro de la Indochina francesa en 1893. Los franceses abolieron la esclavitud pero contrataron a los charai y demás serranos en las plantaciones de caucho. Los franceses también fueron determinantes en la delimitación de territorios de sus colonias indochinas (Camboya, Laos y Vietnam) y los territorios charai fueron divididos entre Camboya y Vietnam, aunque algunos teorizan que los charai se movieron hacia territorio camboyano después de dicha división. Lo más cierto es que los charai siempre han ocupado esos territorios siglos antes de la creación de los estados modernos de Camboya y Vietnam.  

### Contacto con el Occidente
Los primeros encuentros del pueblo charai con el Occidente se dieron a través de un clérigo francés, el misionero Bouillevaux, quien hizo una excursión al Río Mekong en 1850. En dicha excursión, escuchó la historia de un cierto "Rey del Fuego" un hombre venerable que hacía parte de un cierto grupo llamado los charai.
Los franceses no interfirieron mucho con los charai, pero si los consideraron una buena reserva como personal militar y por ello reclutaron muchos varones jóvenes charai, así como de otras etnias de jemeres serranos y degar para las fuerzas francesas en Indochina. 

### La Guerra de Vietnam
Después de la independencia, Camboya y Vietnam lideran programas tendientes a educar a las minorías étnicas en sus respectivos idiomas nacionales y asimilarlos en sus sociedades, pero dichos esfuerzos se estrellaron contra una gran resistencia cultural por parte de los indígenas. En Camboya la guerrilla de los jemeres rojos tomó ventaja de dicha resistencia y reclutó a muchos jóvenes charai en sus filas, mientras que en Vietnam el ejército estadounidense siguió la tradición francesa de reclutar en sus filas a numerosos charai jóvenes, lo que les trajo numerosos enemigos. En 1977 un número de 100 varones charai fueron torturados y asesinados por los jemeres rojos en Ratanakirí en un caso que fue presentado en el Tribunal de los Jemeres Rojos.
Durante la Guerra de Vietnam, las aldeas charai sufrieron los enfrentamientos entre el ejército estadounidense y las guerrillas comunistas. El 31 de octubre de 1970 los Estados Unidos ordenan el desplazamiento masivos de numerosas aldeas charai y de otros serranos hacia lugares "seguros". Al mismo tiempo grupos evangélicos estadounidenses entran en contacto con los charai vietnamitas y publican una Biblia en su lengua (con caracteres vietnamitas). La Biblia charai creó un cierto alfabetismo entre los charai vietnamitas, pero después del fin de la Guerra de Vietnam en 1975, muchos de aquellos que habían ayudado a los estadounidenses o participado en grupos evangélicos, tuvieron que ser evacuados del país y recibieron asilo en Estados Unidos. 
Los charai camboyanos, por otro lado, sufrieron los intensos bombardeos del ejército estadounidense en la controvertida Operación Menú (1969 - 1970) que pretendía destruir santuarios comunistas en la región, pero que desplazó a centenares de grupos indígenas, muchos de los cuales tomaron refugio entre los jemeres rojos.
Después del fin del régimen de los jemeres rojos en Camboya en 1979, estos trataron de incorporar a grupos indígenas en su fila, pero en 1984 el gobierno central hizo una gran inversión para integrar a las comunidades indígenas en la vida nacional, promoviendo la alfabetización y creando estructuras de administración similares en todo el país. Pero en Vietnam el gobierno impuso restricciones religiosas que hicieron que muchos charai buscasen emigrar hacia los Estados Unidos. 
Entre 1950 y 1960 el movimiento de los Degar en Vietnam comenzó a ganar popularidad entre los charai y muchos serranos. Entre algunas de las ideas estaba la de crear un estado independiente en las montañas centrales de Vietnam para las etnias serranas. Dicho movimiento creó un fuerte control estatal que veía a los charai como sospechosos y comenzaron denuncias de abusos de derechos humanos.  

### Tiempos modernos
En tiempos modernos el pueblo charai sufre de problemas de robo de tierras y despojos especialmente en Camboya en donde prima un sistema de corrupción, abuso de autoridad y deforestación indiscriminada para crear grandes plantaciones de caucho. Aunque en Camboya existen leyes claras que respetan la tierra ancestral de los indígenas, la ley no se aplica y personajes poderosos despojan a las comunidades charai de sus tierras. En Vietnam, muchos charai buscan refugio en países como Estados Unidos, por lo cual cruzan el territorio camboyano para escapar de las restricciones a su cultura y tradiciones. 

### Leyendas
El pueblo charai tiene numerosas leyendas, todas en las selvas, que ayudan a entender los valores de su cultura. Un elemento recurrente tiene que ver con la historia de tres reyes: el Rey del Fuego, el Rey del Agua y el Rey del Viento. También con la caída de una Espada desde el Cielo que representa la Sabiduría y que fue dada a los charai. El Rey del Fuego, el primero y más poderoso, vive en Vietnam y su poder tiene que ver con ritos religiosos. No se trata de un poder político, sino de un poder del conocimiento de los secretos de la selva. Charai significa "cascada". Algunas leyendas sugieren que los charai nacieron a los pies de la Cordillera Annamita.

## Cultura

### Habitación
Una aldea tradicional charai tiene entre 50 y 500 habitantes. La aldea se organiza en forma cuadrangular con casas por lo general largas (roong). Al centro de la aldea hay un espacio comunitario en donde se hacen desde reuniones, deporte o producción de artesanías o comidas. 
Las casas más tradicionales se construyen en bambú, a un metro de altura del suelo sobre pilares, pero en tiempos recientes los charai utilizan maderas de más durabilidad para sus casas. Las casas se orientan siempre de sur a norte y sobre sitios aceptables para los espíritus del lugar debidamente consultados por medio de los chamanes. Cada casa es el hábitat de un clan matrilineal. Esto significa que el marido es quien viene a vivir a casa de su suegra. En este sentido, en una casa pueden vivir varios matrimonios y por ello una casa puede ser larga, de unos 50 metros de longitud. Pero en tiempos modernos aumentan las casas de familia nuclear, las cuales conservan el estilo rectangular propio de los charai. 
En el interior de las casas no existen muebles, aunque las camas son ya populares, utensilios de cocinas y televisores. En la provincia camboyana de Ratanakirí en donde no hay electricidad, se utilizan pequeños generadores eléctricos. La cocina está al interior de la casa y sobre esta hay una apertura en el techo para permitir la evacuación del humo. Los charai son expertos en construir muebles de madera y bambú.

### Matrimonio
La cultura charai es matrilineal, lo que quiere decir que cada persona traza su descendencia por la línea femenina y esto incluye aspectos como herencia de propiedades y títulos. Es la madre quien toma la iniciativa del matrimonio de sus hijas y el yerno tiene que venir a vivir a su casa. Los matrimonios con personas de otros grupos étnicos son comunes si la aldea charai se encuentra localizada cerca de otros. En la provincia camboyana de Ratanakirí, los charai tienen matrimonios con personas del pueblo tampuan, un grupo de origen Mon-Jemer, diferente a los orígenes charai. Con el acceso de muchos jóvenes charai a centros educativos y de trabajo en ciudades como Nom Penh y Ciudad de Ho Chi Minh, los matrimonios con otras etnias aumentan. 

### Religión
La religión tradicional de los charai es el Animismo. Creen que los objetos, lugares y criaturas poseen diferentes cualidades espirituales. El animismo charai tiene dos elementos fundamentales: la idea de que los charai recibieron del cielo la Espada Sagrada que simboliza la sabiduría y la presencia del Rey del Fuego, el Rey del Agua y el Rey del Viento, que no son figuras políticas, sino líderes espirituales con poderes chamánicos. Los reyes charai atraen incluso a personas de otras etnias que los buscan por sus influencias sobre los misterios de la naturaleza humana y el espíritu de las cosas. El animismo charai tiene una fuerte relación con la selva e incluye el sacrificio de animales para calmar a los espíritus.
Como con todos los sistemas animistas, las religiones mayores los miran con desdén y los consideran creencias primitivas y salvajes, lo que motiva a ciertas campañas misioneras que gastan tiempo y recursos en aprender el idioma charai para poder convertirlos al cristianismo especialmente evangélico y, de esa manera, destruyen muchos elementos culturales y tradicionales propios en ese afán de "civilizarlos". 
Después de la reunificación de Vietnam en 1975 bajo un régimen comunista, se dieron restricciones religiosas en todo el país, lo que afectó las tradiciones ancestrales de los charai vietnamitas: el Estado aprobó sólo la práctica de seis religiones y el animismo charai fue una de las excluidas. Esto motivó a que muchos charai buscaran refugio en países extranjeros, especialmente en Estados Unidos. 
Con la incursión de grupos evangélicos procedentes de Estados Unidos durante la Guerra de Vietnam, se publicó una Biblia en idioma charai con escritura vietnamita, lo que contribuyó a la alfabetización y a la conversión de muchos charai al evangelismo.
En Camboya los charai viven al lado de la población jemer que tiene como religión mayoritaria el Budismo de la Escuela Theravada. El hecho de que el budismo no pone como meta su expansión a costa de convertir a los pueblos indígenas, hace que haya una convivencia pacífica con el animismo charai. Por otra parte el budismo camboyano, como el de todo el Sudeste Asiático, tiene una fuerte base sincrética con el antiguo animismo, similar al de los charai y el brahmanismo, lo que crea un intercambio cultural más pacífico. En las casas de muchos clanes charai en Ratanakirí es posible ver símbolos budistas y muchos participan de ceremonias budistas con sus coterráneos jemeres, aunque no existen pagodas dentro de las aldeas charai. Por último, muchos charai son musulmanes como sus parientes cham.     

### Música y danza
La música y la danza son distintivos de la cultura charai. Las noches charai en las aldeas o dentro de las casas del clan son animadas por la música ancestral tocada con gong, xilófono y cítaras y muchos otros instrumentos construidos por ellos mismos en bambú y madera. La trova charai es una composición improvisada por el músico en donde se relatan los desafíos de la vida cotidiana mientras el clan bebe la Srah Phien (licor de jarra) hecha de arroz fermentado. Este es el momento en el cual los niños aprenden los valores ancestrales de la selva y la cultura charai. La música y la danza son monótonas y nostálgicas, creando una relación estrecha con la selva y el medio ambiente natural de la gente. En 1996 el señor Dock Rmah, un músico charai de Estados Unidos, recibió un premio cultural por parte del Consejo de Artes del Estado de Carolina del Norte.

### Tradiciones fúnebres
Las tumbas tradicionales charai son unas chozas pequeñas en donde se dejan las posesiones del difunto y algunas ofrendas. Alrededor de la tumba hay unos pilares de madera y el tallado en crudo de los espíritus guardianes. La ceremonia fúnebre suele ser costosa e incluye el sacrificio de animales grandes como búfalos o ganado. En tiempos modernos los charai están reemplazando los sacrificios con dejar objetos como la motocicleta del difunto la cual entierran completa. Si la familia del difunto no puede asumir los costos del entierro, la ceremonia puede ser pospuesta incluso por años. Después de muchos años la tumba es abandonada. La ceremonia final de abandono de la tumba es el punto en el cual el difunto llega a su punto final y su espíritu se libera, por lo cual una viuda, por ejemplo, tiene el derecho a casarse de nuevo si es el caso. 

## Lenguaje y escritura
El idioma charai ha sido clasificado desde 1864 como lengua malayo-polinesia occidental-maláyica-achenés-chámica identificada por M. Fontaine y en relación con los chams y rade del antiguo Reino de Champa, hoy provincia de Annam.
La división del pueblo charai entre dos países (Camboya y Vietnam), han creado un progresivo desarrollo de dos dialectos charai: el charai camboyano y el charai vietnamita, este último con una escritura en letras vietnamitas-latinas, mientras que los charai camboyanos no tienen su escritura. 